# 火事と喧嘩は江戸の花
火事と喧嘩は江戸の花（かじとけんかはえどのはな）は、日本の歴史においての言葉。

## 概要
これは東京であった江戸という都市を表す言葉である。そして江戸では火事と喧嘩は見物でもあった。江戸というのは大火事が多かったために火消しの働きぶりが甚だしかったことと、江戸の住民というのは気が早いために江戸では喧嘩が多かったことから、江戸という都市はこのように表されていた。
火事が起きたならば、火事を遠望する人にとっては舞い上がる炎や火の粉は花に見えても、火事に脅かされる住民にとっては死活問題である深刻な悩みであった。このために火事は江戸の華と言って強がってはいられないものの、江戸の町を出るわけにもいかなかった。そこで、ええいままよと、半ばやけっぱちの強がりから江戸の華として作り上げられ、それで自らを慰めざるをえなかった。
江戸という都市は武家、町人、百姓、無宿、出稼ぎなどの様々な身分や階層の人々によって構成され機能している都市であった。そのような江戸では直接の支配関係に無い支配層と被支配層が混在した社会が形成され、このため本来は無関係の支配層と被支配層が接近や結合をしたならば特異な活動や事象が見られた。このような江戸の社会で起きた喧嘩が江戸を象徴する事象と位置付けられていったのであった。江戸での喧嘩というのは多様な人々から構成される社会の歪みとして現れた一つの行為なのであった。
ここで華と呼ばれていた喧嘩というのは、火事場の喧嘩のことであり、命を懸けて行っていた消火活動においての喧嘩とも考えられる。江戸の火消しの中でも、武家の火消しと新興の火消しでは、それぞれが対抗意識を持っていた。新興の火消しも命を張って消火することを誇りとしており、そして彼らの心の中に潜在する封建社会への反発にも同調するものがあり、些細なことで意地を見せたりして喧嘩となった。そしてこの喧嘩というのは封建社会に反発する江戸の庶民を代弁していた。1718年の加賀鳶と定火消しの喧嘩、1792年の「め組」の喧嘩、1809年の八、九、十の喧嘩、1845年の「を組」と有馬家の喧嘩など、歴史に残るほどの喧嘩もある。「め組」の喧嘩は歌舞伎の演目にもなっている。

## その他
- RIZEの曲で『火事と喧嘩は江戸の華』というのがある[5]。
- 石川さゆりらの曲で『火事と喧嘩は江戸の華』というのがある[6]。
- 山内惠介の曲で『火事と喧嘩は江戸の花』というのがある[7]。